# 鲁班镇 (三台县)
鲁班镇，是中华人民共和国四川省绵阳市三台县下辖的一个乡镇级行政单位。2019年12月，撤销幸福镇，将其所属行政区域划归鲁班镇管辖，鲁班镇人民政府驻富荣西街1号。

## 行政区划
鲁班镇下辖以下地区：
富荣街社区、鲁班街社区、三柏街社区、宁安村、大土村、天桥村、三合村、民众村、同盟村、洞湾村、漕水村、长寨村、大桥村、徐水村、同乐村、吴塘村、自强村、五松村、桃花村、太阳村、石马村、马祖村、三柏村、北峰村、新寨村、梧桐村、红林村、石板村、红安村和大泉村。